# Хакмадойское сельское поселение
Хакмадойское се́льское поселе́ние — муниципальное образование в Шаройском районе Чечни Российской Федерации.
Административный центр — село Хакмадой.

## История
Статус и границы сельского поселения установлены Законом Чеченской Республики от 14 июля 2008 года № 43-РЗ «Об образовании муниципального образования Шаройский район и муниципальных образований, входящих в его состав, установлении их границ и наделении их соответствующим статусом муниципального района и сельского поселения».

## Население
| 2010 | 2012 | 2013 | 2014 | 2015 | 2016 | 2017 |
| ---- | ---- | ---- | ---- | ---- | ---- | ---- |
| 177  | ↗185 | ↘174 | ↘168 | ↗169 | ↘167 | ↗175 |
| 2018 | 2019 | 2020 | 2021 | 2023 | 2024 |      |
| ↗186 | ↗187 | ↘184 | ↘169 | ↘168 | ↗169 |      |

## Состав сельского поселения
| № | Населённый пункт | Тип населённого пункта       | Население |
| - | ---------------- | ---------------------------- | --------- |
| 1 | Хакмадой         | село, административный центр | ↗169      |